# Grunlander
Grunlander ou Grunland é um tipo de queijo fabricado na Alemanha.
Possui consistência pastosa e geralmente é degustado com pães ou torradas.
Geralmente vendido em embalagens de 150g